# 坊津

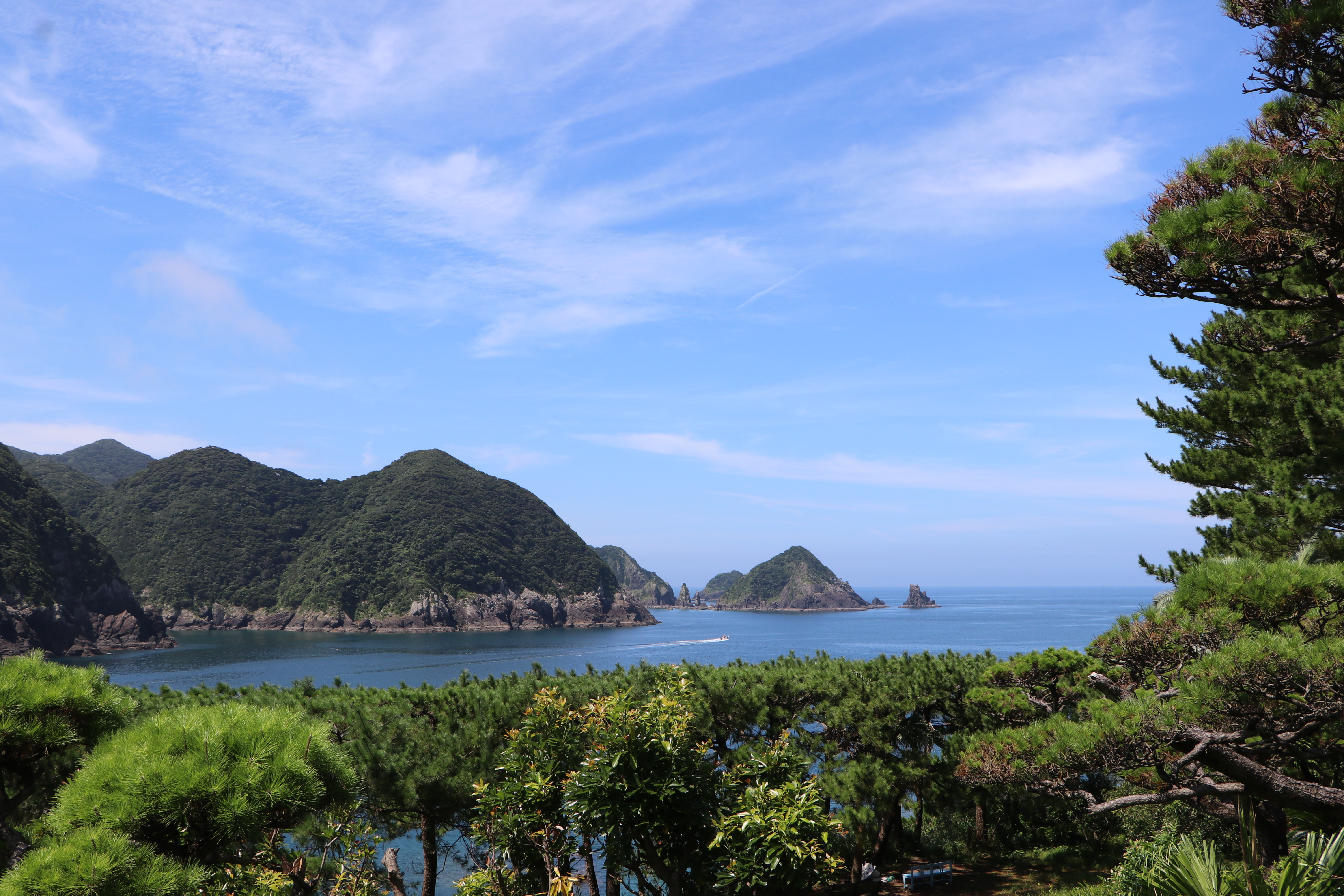
大陸との貿易で栄えた坊津の今　近衛信輔による「坊津八景」網代夕照の双剣石が見える。

坊津（ぼうのつ）は、薩摩国の地名であり、日本の古代に栄えた港名である。国指定名勝。
港がある鹿児島県南さつま市坊津町坊の別称であり、近隣の泊、久志、秋目を含めた地域の総称でもある。

## 概要
古代から薩摩藩政の中盤頃（享保年間）の長期に渡って、海上交通上の要地であった。遣唐使船の寄港地としての他、倭寇や遣明船、薩摩藩の密貿易の拠点として栄えた。中国明代の文書『武備志』では主要港として、安濃津・博多津と共に日本三津（さんしん）に挙げられている。

## 歴史

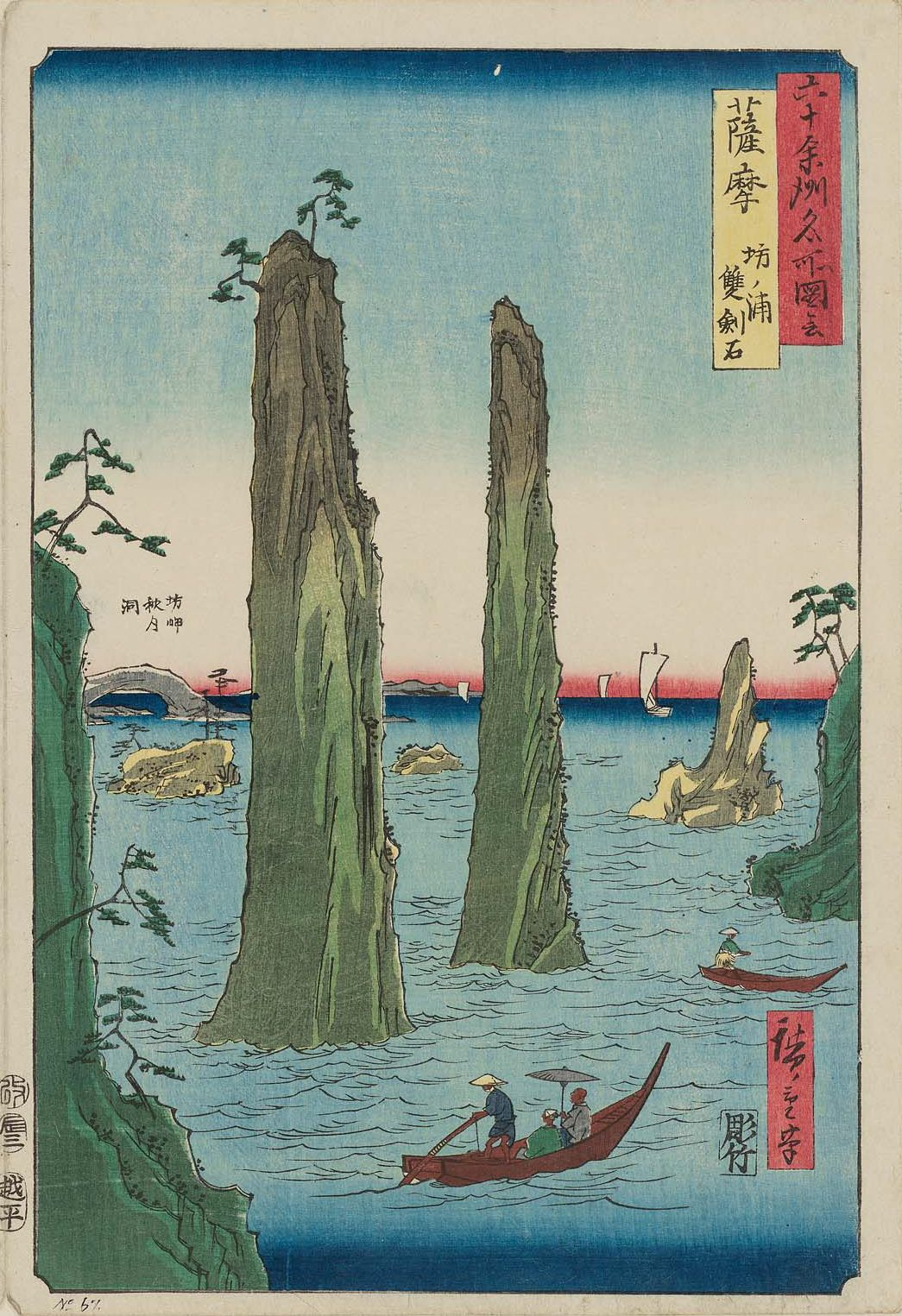
六十余州名所図会
『薩摩 坊ノ浦 双剣石』。

日本での仏教黎明期の538年に百済に仕えていた日本人の日羅が、龍厳寺（後の一乗院）を建てる。龍厳寺一乗院の坊舎があるなど仏教と密接な地であったため、「坊津」と呼ばれるようになったと考えられている（津は船着場や港の意味）。
飛鳥時代から遣唐使船の寄港地となり、「唐(から)の港」「入唐道（にっとうどう）」とも呼ばれるようになった。
奈良時代、天平勝宝5年12月20日（754年1月17日）に鑑真が渡日6回目にして、近縁の秋妻屋浦（現在の坊津町秋目）に上陸している。
平安時代末期には近衛家の荘園となる。
室町時代、倭寇や遣明船の寄港地となり、大陸をはじめ琉球や南方諸国とも貿易が活発化した。この頃、先の一乗院も大いに栄えるようになる。また、島津氏の中国（明）・琉球貿易の根拠地ともなっていた。文禄3年（1594年）には、後陽成天皇の勘気に触れた公家近衛信輔が配流され、同地で3年程過ごしている。
この頃伝来したキリスト教とも縁がある。1549年にフランシスコ・ザビエルが日本でまず最初に上陸したのはこの地である。また、江戸幕府のキリシタン追放令で国を出て、ローマで司祭となって戻ってきたペトロ・カスイ・岐部が寛永7年(1630年)に上陸したのも同地である。
江戸時代になると主要貿易港としての地位は長崎へ移り衰退するが、薩摩藩歴代藩主や調所広郷などに重用され密貿易の地として、鹿児島城下の直轄地としてその地位は保っていた。しかし、密貿易は享保年間に突如徹底的に取り締められ、貿易港としての機能にピリオドが打たれた（享保の唐物崩れ）。この事件の背景には江戸幕府の命令があったとも、御用商人に密貿易を独占させようとした薩摩藩の政策転換があったとも言われる。その後はカツオ漁業・カツオブシ産業の地として栄える。また、幕末から明治にかけて行われた廃仏毀釈運動により一乗院は廃寺とされ、さらに昭和に隣の枕崎市に近代的な築港が完成するとより一層衰退することとなった。
一方景勝地として知られるようになる。近衛信輔は文禄3年（1594年）に配流されるが、「坊津八景」を和歌に詠んでいる。また歌川広重は『六十余州名所図会』のうち「薩摩、坊ノ浦、双剣石」に描いている。

## 名所・旧跡
- 鑑真記念館
- 坊津歴史資料センター輝津館
- 一乗院跡（現在は旧坊泊小学校で門前に仁王像のみ残る。）
- 近衛屋敷跡・近衛公園(近衞文麿に依る碑も建立。お手植えの藤は季節に花を咲かせる。)
- 倉浜荘（現存する密貿易商人の屋敷）
- 鳥浜屋敷（現存する密貿易の豪商の屋敷）

寺田旅館から鳥浜屋敷の周辺には古い石畳が残っている。
また、南西端に位置する坊ノ岬には坊ノ岬灯台がある。坊ノ岬の沖合いは1945年4月7日、第二艦隊旗艦として沖縄水上特攻作戦に赴いた戦艦大和ら10隻からなる艦隊がアメリカ海軍の高速空母機動部隊の艦上機群の空襲により撃沈された坊ノ岬沖海戦の戦場となった海域（大和が撃沈された海域は、この岬の400km沖合いの東シナ海）であることから、坊ノ岬に近い場所には大和のレリーフが刻まれた慰霊碑も建っている。